# إلفيس
إلفيس (بالإنجليزية: Elvis) هو فيلم سيرة ذاتية عن حياة المغني الأمريكي إلفيس بريسلي، الفيلم من إخراج باز لورمان ومن بطولة أوستن باتلر وتوم هانكس. عرض الفيلم لأول مرة في مهرجان كان السينمائي في 25 مايو 2022، وأصدر في أستراليا في 23 يونيو 2022، وفي الولايات المتحدة في 24 يونيو 2022 بواسطة وارنر برذرز بيكتشرز. كان من المقرر سابقًا إطلاقه في 1 أكتوبر 2021، قبل أن يتم تأجيله إلى 5 نوفمبر 2021 ، بسبب جائحة فيروس كورونا، حقق الفيلم نجاحًا في شباك التذاكر، حيث بلغ إجمالي أرباحه 286 مليون دولار في جميع أنحاء العالم مقابل ميزانيته البالغة 85 مليون دولار ، فضلاً عن أنه أصبح ثاني أعلى فيلم سيرة ذاتية للموسيقى على الإطلاق في تاريخه بعد الملحمة البوهيمية (2018) ورابع أعلى فيلم أسترالي إنتاجًا.

## ملخص
يتناول العمل السيرة الذاتية لمغني الروك والرول الشهير إلفيس بريسلي، من خلال رحلة صعوده للشهرة وعلاقته بمكتشف المواهب الشهير توم باركر.

## روابط خارجية
- الموقع الرسمي
- إلفيس على موقع IMDb (الإنجليزية)
- إلفيس على موقع ميتاكريتيك (الإنجليزية)
- إلفيس على موقع روتن توميتوز (الإنجليزية)
- إلفيس على موقع نتفليكس (الإنجليزية)
- إلفيس على موقع ألو سيني (الفرنسية)
- إلفيس على موقع أول موفي (الإنجليزية)
- إلفيس على موقع فيلمافينيتي (الإسبانية)
- إلفيس على موقع قاعدة بيانات الأفلام السويدية (السويدية)
- إلفيس على موقع قاعدة بيانات الفيلم (الإنجليزية)
- إلفيس على موقع ليتربوكسد (الإنجليزية)

لا توجد روابط لمواقع التواصل الاجتماعي.